# Lalaïna Nomenjanahary
Lalaïna Nomenjanahary (Antananarivo, 16 de janeiro de 1986) é um futebolista malgaxe que atua como meia esquerda pelo Paris 13 Atletico, na Championnat National. e pela seleção malgaxe. Na seleção é um dos principais jogadores atuando nas eliminatórias africanas para a Copa Africana de 2013, Copa do Mundo de 2014 e Copa Africana de 2019
Lalaina esteve entre os quatro melhores jogadores do Paris FC na temporada 2017/2018.

## Títulos
Ajesaia
- Campeonato Malgaxe: 2 (2007 e 2009)
- Supercopa de Madagáscar: 2 (2007 e 2009)
- Copa de Madagáscar: 1 (2006)

SS Capricorne
- Campeonato Reunionês: 1 (2008)